# Spirals
Spirals è il terzo album del gruppo musicale metalcore statunitense Blood Has Been Shed, pubblicato dall'etichetta Ferret nel 2003.
Si tratta dell'ultimo disco registrato prima che Justin Foley abbandonasse la formazione per unirsi ai Killswitch Engage.
L'unico singolo estratto dall'album è She Speaks to Me.

## Tracce
1. Age of Apocalypse – 2:07
2. Prion – 2:23
3. Greetings from the Gallows – 2:34
4. She Speaks to Me – 2:33
5. Rainman – 2:37
6. Uatu – 3:49
7. The House of Fists – 1:11
8. Beatnik – 1:56
9. Beginners Luck – 2:54
10. Technicolor Jackets – 2:28
11. Weeping Willow – 2:30
12. Call Waiting (John Doe Has the Upper Hand) – 2:25
13. Six Twelve – 3:22
14. Cortisone – 2:22

Durata totale: 35:11